# Trysil
Trysil – norweskie miasto i gmina leżąca w okręgu Innlandet.
Trysil jest 13. norweską gminą pod względem powierzchni.

## Demografia
Według danych z roku 2005 gminę zamieszkuje 6882 osób. Gęstość zaludnienia wynosi 2,28 os./km². Pod względem zaludnienia Trysil zajmuje 143. miejsce wśród norweskich gmin.
| ludność stan na 1 stycznia 2005 |         |           |       |
|                                 | kobiety | mężczyźni | razem |
| osób                            | 3464    | 3418      | 6882  |
| %                               | 50,33%  | 49,67%    | 100%  |

| wykształcenie stan na 1 października 2004 |        |         |        |        |
|                                           | podst. | średnie | wyższe | niezn. |
| osób                                      | 1829   | 3006    | 714    | 153    |
| %                                         | 32,08% | 52,72%  | 12,52% | 2,68%  |

## Edukacja
Według danych z 1 października 2004:
- liczba szkół podstawowych (norw. grunnskolar): 8
- liczba uczniów szkół podst.: 822

## Władze gminy
Według danych na rok 2023 administratorem gminy (norw. kommunedirektør, d. rådmann) jest Jan Sævig, natomiast burmistrzem (norw. ordfører, d. borgermester) jest Turid Backe-Viken (Ap).